# Unidos Guaranis
A Associação Recreativa Unidos Guaranis (ARES Unidos Guaranis) é uma escola de samba da cidade de Belo Horizonte, no estado brasileiro de Minas Gerais. Desde a sua fundação, em 1964, na Pedreira Prado Lopes, a Unidos dos Guaranis participou de todas as edições dos desfiles de escola de samba de BH.
A escola já foi quatro vezes campeã do Carnaval de Belo Horizonte, e em 2011, desfilou debaixo de forte chuva, apresentando a água como tema de seu desfile.

## Carnavais
| Ano                   | Colocação | Grupo | Enredo                                 | Ref.        |
| --------------------- | --------- | ----- | -------------------------------------- | ----------- |
| 2010                  | 5º lugar  | A     | Feira Hippie Quarenta Anos Feito a Mão |             |
| 2011                  | 5º lugar  | A     | Água fonte de vida e energia           | [ 4 ] [ 5 ] |
| Não desfilou em 2012. |           |       |                                        |             |